# Sants Olis

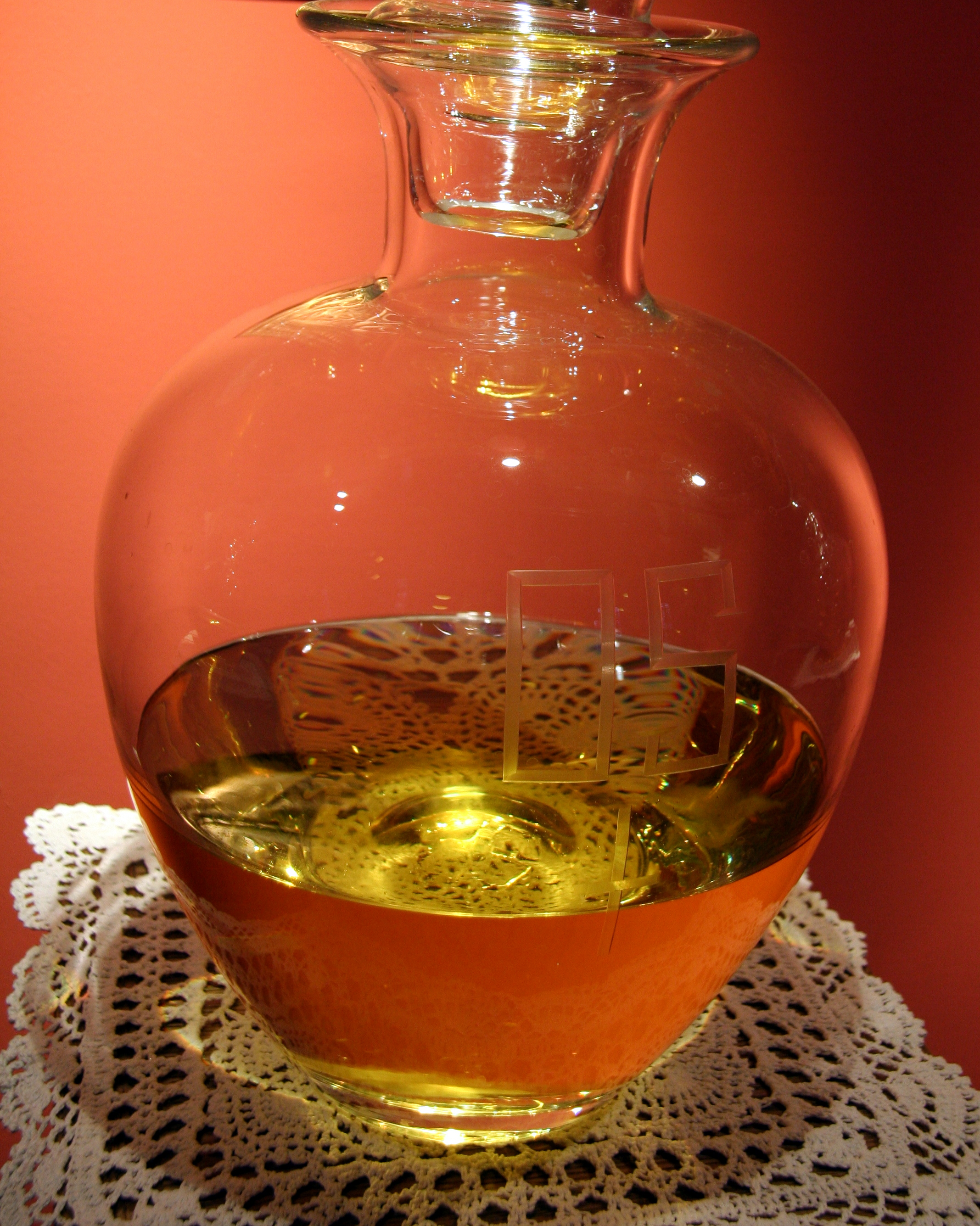
Oli consagrat.

Els sants olis o oli d'unció és l'oli beneït pel bisbe a la missa crismal i emprat en diverses cerimònies religioses.
Al judaisme i al cristianisme medieval s'emprà per a consagrar els reis. Actualment se segueix emprant a l'Església Catòlica i a l'Església Ortodoxa en diversos sagraments i cerimònies (se'l considera sagrat). En la unció, l'oli porta la dimensió de mort i resurrecció.
Al catolicisme els sants olis són tres:
1. el Sant Crisma, emprat en els sagraments del baptisme, de la confirmació i de l'orde sacerdotal; així com en la consagració d'altars i esglésies.
2. l'Oli dels Catecúmens, emprat per a ungir els que s'estan preparant per al baptisme
3. l'Oli dels Malalts, emprat en el sagrament de la Unció dels malalts.

Aquests olis els consagra el bisbe de cada diòcesi durant la Missa Crismal, que celebra a la seva catedral, usualment el Dijous Sant al matí. Després són distribuïts a les parròquies de la seva jurisdicció.
L'ús d'oli beneït al baptisme està testimoniat des del segle iii en documents de l'Església primitiva, com les Constitucions apostòliques, la Tradició apostòlica o l'Eucologi de Serapió. El progressiu desenvolupament de la litúrgia cristiana donà com a resultat l'ús dels distints olis.
A partir del segle iv es va fer servir també un altre oli sant, per substituir l'ús de les relíquies, difícils de trobar. S'imposà el costum de fer portar l'oli beneït que cremava dia i nit a les llànties davant les tombes dels sants i màrtir i d'altres sants llocs, com Jerusalem.
Malgrat el seu desenvolupament, el seu ús no es va estendre a l'àmbit dels sagraments i la litúrgia romana, sinó que quedà en el marc de la devoció popular, unit a l'ús de les relíquies i d'altres elements beneïts, com l'aigua, el pa, les espelmes, les flors i, vinculats a santuaris i temples dedicats al culte de determinats sants. Actualment aquesta pràctica segueix existint, tot i que molt reduïda.
Du Cange, al seu Glosarium oleum benedictum, explica que l'oli es xopava primer en draps de cotó i després es posava a unes petites ampolles, generalment de vidre, per tal de facilitar el seu trasllat. Els sacerdots ungien amb ell els fidels en determinats dies. Afegeix, a més, el relat d'una sèrie de curacions degudes a aquest ús. També s'emprava en la consagració dels altars com a substitut de les relíquies.
Els Papes enviaven com a gran regal oli sant a reis i personatges il·lustres. Se sap que sant Gregori Magne envià a la reina dels longobards Teodolinda seixanta-cinc ampolles amb aquest contingut, que havia estat extret de les tombes dels màrtirs més venerats. Es conserven algunes d'aquestes ampolles, fins i tot encara alguna manté l'etiqueta escrita.
A la ciutat de Monza, antiga capital dels longobards, es conserven prou ampolles. La majoria són de cristall, però hi ha algunes de metall que estan decorades amb figures i escenes cristianes, les quals constitueixen un veritable tresor arqueològic.